# Marit Malm Frafjord
Marit Malm Frafjord (n. 25 noiembrie 1985, la Tromsø) este o fostă handbalistă profesionistă din Norvegia care a jucat pentru echipa națională a Norvegiei, pe postul de pivot. În sezonul 2017-2018, Frafjord a evoluat pentru echipa românească CSM București, în Liga Națională.

## Biografie
Frafjord a început să joace handbal la echipa norvegiană Rapp SK, pe postul de inter stânga de mână dreaptă. În total, Marit Malm Frafjord a jucat ca junioară 104 meciuri, în care a înscris 34 de goluri. La 16 ani, Frafjord s-a transferat la clubul Byåsen HE, unde și-a schimbat poziția de joc pe postul de pivot. În 2007, Frafjord a jucat împreună cu Byåsen finala Cupei Cupelor EHF, în care a fost învinsă de campioana României, CS Oltchim Râmnicu Vâlcea. În vara anului 2010, Frafjord s-a transferat la Viborg HK. 
Marit Malm Frafjord și-a făcut debutul în echipa națională a Norvegiei pe 28 septembrie 2005, în meciul disputat de Norvegia contra Portugaliei, și a jucat în 122 de meciuri internaționale, în care a înscris 272 de goluri (până la finala Campionatului European din 19 decembrie 2010, contra echipei Suediei). Palmaresul ei include o medalie olimpică de aur, trei titluri de campioană a Europei, o medalie de argint și una de bronz la Campionatele Mondiale. Ultimul titlu european a fost câștigat în finala Campionatului European din 2010, desfășurată la Herning, în Danemarca, unde Norvegia a învins Suedia cu scorul de 25-20. În această finală, Marit Malm Frafjord a înscris un gol dintr-o aruncare, având un procentaj de 100%.

## Palmares
- Liga Campionilor EHF
  - Finalistă: 2015
  - Medalie de bronz: 2018

- Cupa Cupelor EHF
  -  Câștigătoare: 2014
  - Finalistă: 2007, 2012
  - Sfert-finalistă: 2010

- Cupa EHF
  - Sfert-finalistă: 2008, 2009

- Liga Națională:
  -  Campioană: 2018

- Cupa României:
  -  Câștigătoare: 2018

- Supercupa României:
  -  Câștigătoare: 2017

- Campionatul Norvegiei:
  - Câștigătoare: 2015, 2016
  - Finalistă: 2005, 2006, 2007, 2008, 2010

- Cupa Norvegiei:
  -  Câștigătoare: 2007, 2014, 2015
  - Finalistă: 2004, 2005, 2006, 2008, 2009

- Campionatul danez
  - Câștigătoare: 2014

- Cupa Danemarcei:
  -  Câștigătoare: 2014

Echipa națională
- Jocurile Olimpice:
  -  Medalie de aur: 2012
  -  Medalie de bronz: 2016

- Campionatul Mondial:
  -  Medalie de aur: 2011
  -  Medalie de argint: 2007
  -  Medalie de bronz: 2009

- Campionatul European:
  -  Medalie de aur: 2006, 2008, 2010, 2016
  -  Medaliată cu argint: 2012